# SEACOM

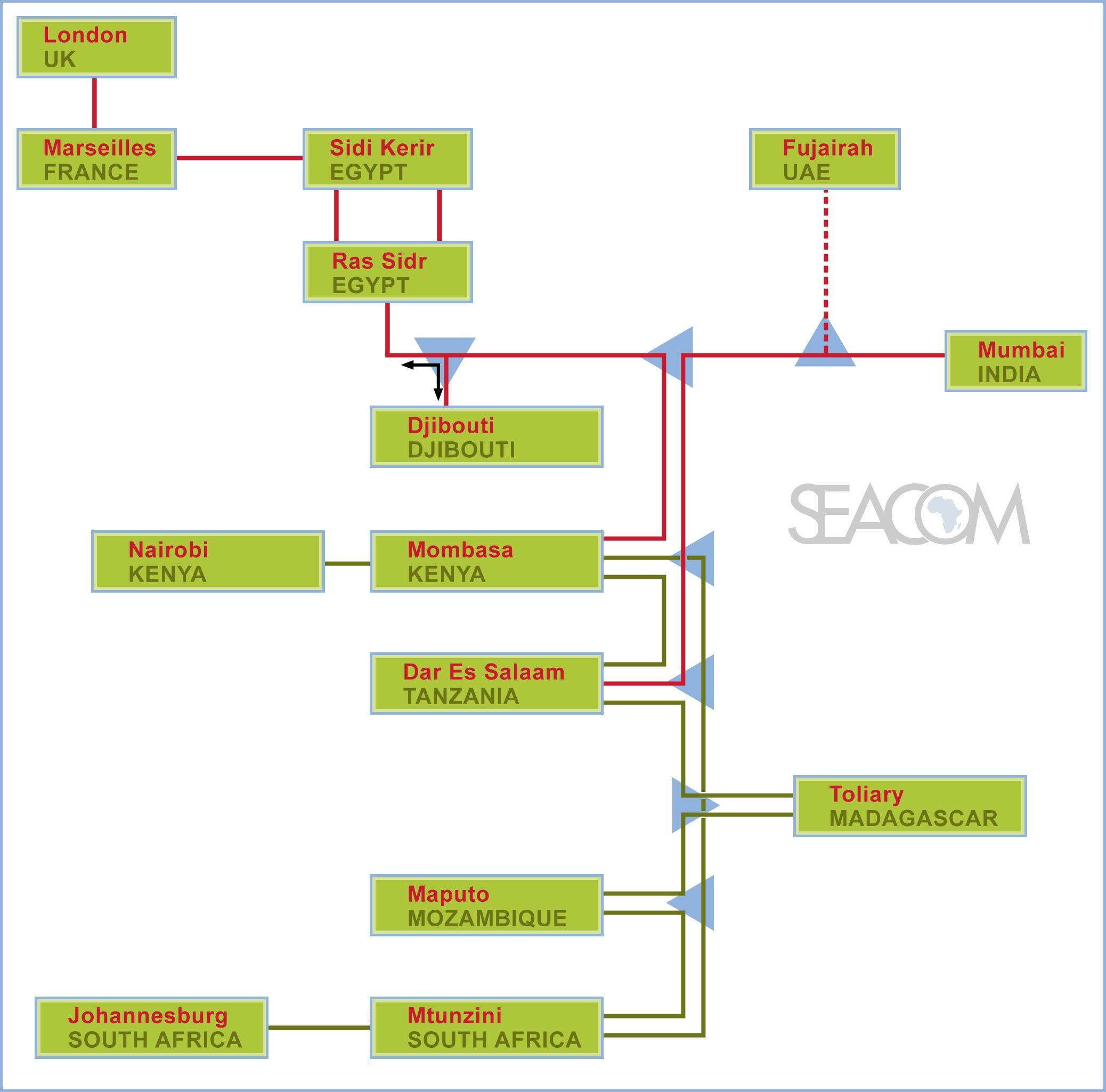
Схема SEACOM

SEACOM — частное предприятие, собственник и строитель подводного волоконно-оптического кабеля, который предоставляет странам юга и востока Африки выход в глобальные коммуникационные сети через Индию и Европу. Длина кабеля порядка 17.000 километров, пропускная способность 1,28 терабит в секунду, был введён в эксплуатацию 23 июля 2009 года.
Это первая широкополосная сеть в данном регионе, где раньше приходилось использовать медленный и дорогой спутниковый Интернет. SEACOM пользуются ЮАР, Мадагаскар, Мозамбик, Кения, Танзания и Уганда. В ближайшем будущем должны быть построены прямые каналы связи с Руандой и Эфиопией. 